# هرمان هامل
هرمان هامل هو كيميائي وسياسي ألماني، ولد في 22 يونيو 1876 في لار في ألمانيا، وتوفي في 13 سبتمبر 1952 في كريفلد في ألمانيا. نشط حزبياً في الحزب الديمقراطي الألماني وحزب الشعب الألماني. وقد انتخب Member of the Second Chamber of the Diet of the Grand Duchy of Baden ‏ وانتخب وزير دولة ‏ وانتخب عضو في الرايخستاغ في  جمهورية فايمار ‏.

## وصلات خارجية
- هرمان هامل على موقع مونزينجر (الألمانية)